# Mirjeta Bajramoska
Mirjeta Bajramoska (în macedoneană Мирјета Бајрамоска) (n. 22 noiembrie 1984, în Bitola) este o handbalistă din Republica Macedonia care evoluează pe postul de intermediar stânga pentru clubul sloven RK Krim și echipa națională a Macedoniei. 
În sezonul 2009/10, în timp ce evolua pentru ŽRK Metalurg, ea a fost cea mai bună marcatoare din Cupa Challenge, cu 69 de goluri.

## Palmares
- Liga Campionilor EHF: 
  - Sfertfinalistă: 2006
- Cupa EHF: 
  - Sfertfinalistă: 2004
- Cupa Challenge: 
  - Semifinalistă: 2010

## Premii individuale
- Cea mai bună marcatoare din Cupa Challenge: 2010
- Cea mai bună marcatoare la Baia Mare Champions Trophy: 2014[3]